# Бер, Ганс Герман
Ганс Герман Бер (нем. Hans Hermann Behr, 18 августа 1818 — 6 марта 1904) — немецкий ботаник, энтомолог, антрополог и врач.

## Биография
Ганс Герман Бер родился в городе Кётен 18 августа 1818 год]а.
Он прибыл в Южную Австралию в 1844 году. Результаты его научных наблюдений были опубликованы в различных журналах. Ганс Герман Бер описал множество новых видов насекомых. В период с 1844 по 1847 год он собрал огромное количество видов растений. Ганс Герман Бер вернулся в Германию в 1847 году, но позже он отправился в Калифорнию.
Ганс Герман Бер умер в Сан-Франциско 6 марта 1904 года.

## Научная деятельность
Ганс Герман Бер специализировался на семенных растениях.

## Научные работы
- Denis Papins Dampfdruckpumpe von 1707 und ihr Nachbau: mit dem Faksimile und der Übersetzung seiner Veröffentlichung in der französischen Fassung[4].
- The hoot of the owl[4].
- Report of the committee appointed to prepare and present an account of the life and services of Doctor Hans Herman Behr[4].
- Beiträge zur pathologischen Geographie Californiens[4].
- On certain butterflies of California: Our Californian Argynides. On Californian lepidoptera[4].
- Entomological contributions[4].
- Biological synopsis of California lepidoptera[4].
- Auf fremder Erde[4].

## Почести
Род растений Behria был назван в его честь.